# Eberdorf, Trg
Eberdorf je naselje v Občini Trg v Okraju Trg na Koroškem v Avstriji.